# Volvo Grand Prix 1980
El Volvo Grand Prix 1980 és el circuit de tennis professional masculí de l'any 1980 organitzat per l'International Lawn Tennis Federation (ILTF). Fou l'onzena edició del circuit de tennis Grand Prix i consistia amb els torneigs de tennis reconeguts per la ILTF. Els torneigs es disputaren entre el 31 de desembre de 1979 i el 14 de gener de 1981. Volvo va esdevenir nou patrocinador del circuit després que Colgate-Palmolive decidís acabar el seu patrocini.

## Calendari
Taula sobre el calendari complet dels torneigs que pertanyen a la temporada 1980 del Grand Prix. També s'inclouen els vencedors dels quadres individuals i dobles de cada torneig.
| Llegenda                 |
| ------------------------ |
| Grand Slam               |
| Grand Prix Masters       |
| Grand Prix               |
| Esdeveniments per equips |

| Data d'inici   | Torneig                      | Superfície   | Guanyador/s                                | Finalista/es                       |
| -------------- | ---------------------------- | ------------ | ------------------------------------------ | ---------------------------------- |
| 31 de desembre | Hobart                       | Dura         | Shlomo Glickstein                          | Robert Van't Hof                   |
| 31 de desembre | Hobart                       | Dura         | John James / Chris Kachel                  | Phil Davies / Brad Guan            |
| 31 de desembre | Auckland                     | Dura         | John Sadri                                 | Tim Wilkison                       |
| 31 de desembre | Auckland                     | Dura         | Peter Feigl / Rod Frawley                  | John Sadri / Tim Wilkison          |
| 14 de gener    | Baltimore WCT                | Moqueta      | Harold Solomon                             | Tim Gullikson                      |
| 14 de gener    | Baltimore WCT                | Moqueta      | Marty Riessen / Tim Gullikson              | Brian Gottfried / Frew McMillan    |
| 14 de gener    | Birmingham                   | Moqueta      | Jimmy Connors                              | Eliot Teltscher                    |
| 14 de gener    | Birmingham                   | Moqueta      | Tom Okker / Wojciech Fibak                 | José Luis Clerc / Ilie Năstase     |
| 21 de gener    | Filadèlfia                   | Moqueta      | Jimmy Connors                              | John McEnroe                       |
| 21 de gener    | Filadèlfia                   | Moqueta      | John McEnroe / Peter Fleming               | Brian Gottfried / Raúl Ramírez     |
| 28 de gener    | Richmond                     | Moqueta      | John McEnroe                               | Roscoe Tanner                      |
| 28 de gener    | Richmond                     | Moqueta      | Johan Kriek / Fritz Buehning               | Brian Gottfried / Frew McMillan    |
| 28 de gener    | San Juan                     | Dura         | Raúl Ramírez                               | Phil Dent                          |
| 28 de gener    | San Juan                     | Dura         | Paul McNamee / Paul Kronk                  | Robert Trogolo / Mark Turpin       |
| 4 de febrer    | Boca Raton                   | Moqueta      | Björn Borg                                 | Vitas Gerulaitis                   |
| 11 de febrer   | Rancho Mirage                | Dura         | Torneig suspès degut a la pluja            | Torneig suspès degut a la pluja    |
| 11 de febrer   | Sarasota                     | Terra batuda | Eddie Dibbs                                | Andrés Gómez                       |
| 11 de febrer   | Sarasota                     | Terra batuda | Ricardo Ycaza / Andrés Gómez               | David Carter / Rick Fagel          |
| 18 de febrer   | Denver                       | Moqueta      | Gene Mayer                                 | Victor Amaya                       |
| 18 de febrer   | Denver                       | Moqueta      | Steve Denton / Kevin Curren                | Wojciech Fibak / Heinz Günthardt   |
| 18 de febrer   | WCT Invitational, Maryland   | Moqueta      | Björn Borg                                 | Vijay Amritraj                     |
| 25 de febrer   | Lagos                        | Terra batuda | Peter Feigl                                | Welry Fritz                        |
| 25 de febrer   | Lagos                        | Terra batuda | Bruce Nichols / Tony Graham                | Kjell Johansson / Leo Palin        |
| 25 de febrer   | Memphis                      | Moqueta      | John McEnroe                               | Jimmy Connors                      |
| 25 de febrer   | Memphis                      | Moqueta      | John McEnroe / Brian Gottfried             | Rod Frawley / Tomáš Šmíd           |
| 3 de març      | El Caire                     | Terra batuda | Corrado Barazzutti                         | Paolo Bertolucci                   |
| 3 de març      | El Caire                     | Terra batuda | Tom Okker / Ismail El Shafei               | Christophe Freyss / Bernard Fritz  |
| 3 de març      | Washington DC                | Moqueta      | Victor Amaya                               | Ivan Lendl                         |
| 3 de març      | Washington DC                | Moqueta      | Ferdi Taygan / Brian Teacher               | Kevin Curren / Steve Denton        |
| 10 de març     | Rotterdam                    | Moqueta      | Heinz Günthardt                            | Gene Mayer                         |
| 10 de març     | Rotterdam                    | Moqueta      | Stan Smith / Vijay Amritraj                | Bill Scanlon / Brian Teacher       |
| 10 de març     | San José                     | Dura         | José Luis Clerc                            | Jimmy Connors                      |
| 10 de març     | San José                     | Dura         | Álvaro Fillol / Jaime Fillol               | Anand Amritraj / Nick Saviano      |
| 10 de març     | Stuttgart                    | Dura         | Tomáš Šmíd                                 | Mark Cox                           |
| 10 de març     | Stuttgart                    | Dura         | Tomáš Šmíd / Wojciech Fibak                | Tim Mayotte / Larry Stefanki       |
| 17 de març     | Frankfurt                    | Moqueta      | Stan Smith                                 | Johan Kriek                        |
| 17 de març     | Frankfurt                    | Moqueta      | Stan Smith / Vijay Amritraj                | Andrew Pattison / Butch Walts      |
| 17 de març     | Metz                         | Moqueta      | Gene Mayer                                 | Gianni Ocleppo                     |
| 17 de març     | Metz                         | Moqueta      | Gene Mayer / Colin Dibley                  | Chris Delaney / Kim Warwick        |
| 24 de març     | Dayton                       | Moqueta      | Wojciech Fibak                             | Bruce Manson                       |
| 24 de març     | Dayton                       | Moqueta      | Geoff Masters / Wojciech Fibak             | Fritz Buehning / Fred McNair       |
| 24 de març     | Milà                         | Moqueta      | John McEnroe                               | Vijay Amritraj                     |
| 24 de març     | Milà                         | Moqueta      | John McEnroe / Peter Fleming               | Andrew Pattison / Butch Walts      |
| 24 de març     | Niça                         | Terra batuda | Björn Borg                                 | Manuel Orantes                     |
| 24 de març     | Niça                         | Terra batuda | Kim Warwick / Chris Delaney                | Stanislav Birner / Jiří Hřebec     |
| 31 de març     | Montecarlo                   | Terra batuda | Björn Borg                                 | Guillermo Vilas                    |
| 31 de març     | Montecarlo                   | Terra batuda | Adriano Panatta / Paolo Bertolucci         | Vitas Gerulaitis / John McEnroe    |
| 31 de març     | Nova Orleans                 | Moqueta      | Wojciech Fibak                             | Eliot Teltscher                    |
| 31 de març     | Nova Orleans                 | Moqueta      | Eliot Teltscher / Terry Moor               | Raymond Moore / Robert Trogolo     |
| 31 de març     | Palm Harbor                  | Dura         | Paul McNamee                               | Stan Smith                         |
| 31 de març     | Palm Harbor                  | Dura         | Paul McNamee / Paul Kronk                  | Steve Docherty / John James        |
| 7 d'abril      | Houston                      | Terra batuda | Ivan Lendl                                 | Eddie Dibbs                        |
| 7 d'abril      | Houston                      | Terra batuda | Peter McNamara / Paul McNamee              | Marty Riessen / Sherwood Stewart   |
| 7 d'abril      | Tulsa                        | Dura         | Howard Schoenfeld                          | Trey Waltke                        |
| 7 d'abril      | Tulsa                        | Dura         | Dick Stockton / Robert Lutz                | Francisco González / Van Winitsky  |
| 7 d'abril      | Johannesburg                 | Dura         | Heinz Günthardt                            | Victor Amaya                       |
| 7 d'abril      | Johannesburg                 | Dura         | Frew McMillan / Bob Hewitt                 | Colin Dowdeswell / Heinz Günthardt |
| 14 d'abril     | Los Angeles                  | Dura         | Gene Mayer                                 | Brian Teacher                      |
| 14 d'abril     | Los Angeles                  | Dura         | Butch Walts / Brian Teacher                | Anand Amritraj / John Austin       |
| 21 d'abril     | Las Vegas                    | Dura         | Björn Borg                                 | Harold Solomon                     |
| 21 d'abril     | Las Vegas                    | Dura         | Stan Smith / Robert Lutz                   | Wojciech Fibak / Gene Mayer        |
| 28 d'abril     | WCT Finals, Dallas           | Moqueta      | Jimmy Connors                              | John McEnroe                       |
| 28 d'abril     | São Paulo                    | Moqueta      | Wojciech Fibak                             | Vince Van Patten                   |
| 28 d'abril     | São Paulo                    | Moqueta      | Fritz Buehning / Anand Amritraj            | David Carter / Chris Lewis         |
| 5 de maig      | Forest Hills WCT             | Terra batuda | Vitas Gerulaitis                           | John McEnroe                       |
| 5 de maig      | Forest Hills WCT             | Terra batuda | Peter Fleming / John McEnroe               | Paul McNamee / Peter McNamara      |
| 5 de maig      | Copa del món, Düsseldorf     | Terra batuda | Argentina                                  | Itàlia                             |
| 12 de maig     | Florència                    | Terra batuda | Adriano Panatta                            | Raúl Ramírez                       |
| 12 de maig     | Florència                    | Terra batuda | Raúl Ramírez / Gene Mayer                  | Paolo Bertolucci / Adriano Panatta |
| 12 de maig     | Hamburg                      | Terra batuda | Harold Solomon                             | Guillermo Vilas                    |
| 12 de maig     | Hamburg                      | Terra batuda | Andrés Gómez / Hans Gildemeister           | Reinhart Probst / Max Wunschig     |
| 19 de maig     | Roma                         | Terra batuda | Guillermo Vilas                            | Yannick Noah                       |
| 19 de maig     | Roma                         | Terra batuda | Kim Warwick / Mark Edmondson               | Balázs Taróczy / Eliot Teltscher   |
| 19 de maig     | Múnic                        | Terra batuda | Rolf Gehring                               | Christophe Freyss                  |
| 19 de maig     | Múnic                        | Terra batuda | Heinz Günthardt / Bob Hewitt               | David Carter / Chris Lewis         |
| 26 de maig     | Roland Garros                | Terra batuda | Björn Borg                                 | Vitas Gerulaitis                   |
| 26 de maig     | Roland Garros                | Terra batuda | Victor Amaya / Brian Gottfried             | Brian Gottfried / Raúl Ramírez     |
| 26 de maig     | Roland Garros                | Terra batuda | Anne Smith / Billy Martin                  | Renáta Tomanová / Stanislav Birner |
| 2 de juny      | Manchester                   | Gespa        | Roscoe Tanner                              | Stan Smith                         |
| 2 de juny      | Manchester                   | Gespa        | Tim Wilkison / John Sadri                  | Dennis Ralston / Roscoe Tanner     |
| 9 de juny      | Brussel·les                  | Terra batuda | Peter McNamara                             | Balázs Taróczy                     |
| 9 de juny      | Brussel·les                  | Terra batuda | Thierry Stevaux / Steve Krulevitz          | Eric Fromm / Cary Leeds            |
| 9 de juny      | Londres                      | Gespa        | John McEnroe                               | Kim Warwick                        |
| 9 de juny      | Londres                      | Gespa        | Rod Frawley / Geoff Masters                | Paul McNamee / Sherwood Stewart    |
| 16 de juny     | Surbiton                     | Gespa        | Brian Gottfried                            | Sandy Mayer                        |
| 16 de juny     | Surbiton                     | Gespa        | Kim Warwick / Mark Edmondson               | Andrew Pattison / Butch Walts      |
| 16 de juny     | Viena                        | Terra batuda | Ángel Giménez                              | Tomáš Šmíd                         |
| 16 de juny     | Viena                        | Terra batuda | Christophe Roger-Vasselin / Gianni Ocleppo | Pavel Složil / Tomáš Šmíd          |
| 23 de juny     | Wimbledon                    | Gespa        | Björn Borg                                 | John McEnroe                       |
| 23 de juny     | Wimbledon                    | Gespa        | Peter McNamara / Paul McNamee              | Bob Lutz / Stan Smith              |
| 23 de juny     | Wimbledon                    | Gespa        | Tracy Austin / John Austin                 | Dianne Fromholtz / Mark Edmondson  |
| 7 de juliol    | Gstaad                       | Gespa        | Heinz Günthardt                            | Kim Warwick                        |
| 7 de juliol    | Gstaad                       | Gespa        | Ismail El Shafei / Colin Dowdeswell        | Mark Edmondson / Kim Warwick       |
| 7 de juliol    | Newport                      | Gespa        | Vijay Amritraj                             | Andrew Pattison                    |
| 7 de juliol    | Newport                      | Gespa        | Butch Walts / Andrew Pattison              | Fritz Buehning / Peter Rennert     |
| 14 de juliol   | Båstad                       | Terra batuda | Balázs Taróczy                             | Tony Giammalva                     |
| 14 de juliol   | Båstad                       | Terra batuda | Markus Günthardt / Heinz Günthardt         | John Feaver / Peter McNamara       |
| 14 de juliol   | Boston                       | Terra batuda | Eddie Dibbs                                | Gene Mayer                         |
| 14 de juliol   | Boston                       | Terra batuda | Sandy Mayer / Gene Mayer                   | Hans Gildemeister / Andrés Gómez   |
| 14 de juliol   | Stuttgart                    | Terra batuda | Vitas Gerulaitis                           | Wojciech Fibak                     |
| 14 de juliol   | Stuttgart                    | Terra batuda | Frew McMillan / Colin Dowdeswell           | Chris Lewis / John Yuill           |
| 21 de juliol   | Hilversum                    | Terra batuda | Balázs Taróczy                             | Haroon Ismail                      |
| 21 de juliol   | Hilversum                    | Terra batuda | Balázs Taróczy / Tom Okker                 | Tony Giammalva / Buster Mottram    |
| 21 de juliol   | Kitzbühel                    | Terra batuda | Guillermo Vilas                            | Ivan Lendl                         |
| 21 de juliol   | Kitzbühel                    | Terra batuda | Ulrich Marten / Klaus Eberhard             | Carlos Kirmayr / Chris Lewis       |
| 21 de juliol   | Washington DC                | Terra batuda | Brian Gottfried                            | José Luis Clerc                    |
| 21 de juliol   | Washington DC                | Terra batuda | Andrés Gómez / Hans Gildemeister           | Gene Mayer / Sandy Mayer           |
| 28 de juliol   | North Conway                 | Terra batuda | Jimmy Connors                              | Eddie Dibbs                        |
| 28 de juliol   | North Conway                 | Terra batuda | Brian Gottfried / Jimmy Connors            | Kevin Curren / Steve Denton        |
| 28 de juliol   | South Orange                 | Terra batuda | José Luis Clerc                            | John McEnroe                       |
| 28 de juliol   | South Orange                 | Terra batuda | Bill Maze / John McEnroe                   | Fritz Buehning / Van Winitsky      |
| 4 d'agost      | Columbus                     | Dura         | Robert Lutz                                | Terry Rocavert                     |
| 4 d'agost      | Columbus                     | Dura         | Sandy Mayer / Brian Gottfried              | Peter Fleming / Eliot Teltscher    |
| 4 d'agost      | Indianapolis                 | Terra batuda | José Luis Clerc                            | Mel Purcell                        |
| 4 d'agost      | Indianapolis                 | Terra batuda | Kevin Curren / Steve Denton                | Wojciech Fibak / Ivan Lendl        |
| 11 d'agost     | Cleveland                    | Dura         | Gene Mayer                                 | Victor Amaya                       |
| 11 d'agost     | Cleveland                    | Dura         | Victor Amaya / Gene Mayer                  | Fred McNair / Sashi Menon          |
| 11 d'agost     | Toronto                      | Dura         | Ivan Lendl                                 | Björn Borg                         |
| 11 d'agost     | Toronto                      | Dura         | Brian Teacher / Bruce Manson               | Heinz Günthardt / Sandy Mayer      |
| 11 d'agost     | Stowe                        | Dura         | Robert Lutz                                | Johan Kriek                        |
| 11 d'agost     | Stowe                        | Dura         | Bernard Mitton / Robert Lutz               | Ilie Năstase / Ferdi Taygan        |
| 18 d'agost     | Atlanta                      | Terra batuda | Eliot Teltscher                            | Terry Moor                         |
| 18 d'agost     | Atlanta                      | Terra batuda | Butch Walts / Tom Gullikson                | Anand Amritraj / John Austin       |
| 18 d'agost     | Cincinnati                   | Terra batuda | Harold Solomon                             | Francisco González                 |
| 18 d'agost     | Cincinnati                   | Terra batuda | Brian Teacher / Bruce Manson               | Wojciech Fibak / Ivan Lendl        |
| 26 d'agost     | US Open                      | Dura         | John McEnroe                               | Björn Borg                         |
| 26 d'agost     | US Open                      | Dura         | Bob Lutz / Stan Smith                      | John McEnroe / Peter Fleming       |
| 26 d'agost     | US Open                      | Dura         | Wendy Turnbull / Marty Riessen             | Betty Stöve / Frew McMillan        |
| 8 de setembre  | Bournemouth                  | Terra batuda | Ángel Giménez                              | Shlomo Glickstein                  |
| 8 de setembre  | Bournemouth                  | Terra batuda | Lennert Edwards / Eddie Edwards            | Andrew Jarrett / Jonathan Smith    |
| 8 de setembre  | Palerm                       | Terra batuda | Guillermo Vilas                            | Paul McNamee                       |
| 8 de setembre  | Palerm                       | Terra batuda | Ricardo Ycaza / Gianni Ocleppo             | Víctor Pecci / Balázs Taróczy      |
| 8 de setembre  | Sawgrass Doubles             | Dura         | Raúl Ramírez / Brian Gottfried             | Robert Lutz / Stan Smith           |
| 22 de setembre | Bordeus                      | Terra batuda | Mario Martínez                             | Gianni Ocleppo                     |
| 22 de setembre | Bordeus                      | Terra batuda | Gilles Moretton / John Feaver              | Ricardo Ycaza / Gianni Ocleppo     |
| 22 de setembre | Ginebra                      | Terra batuda | Balázs Taróczy                             | Adriano Panatta                    |
| 22 de setembre | Ginebra                      | Terra batuda | Balázs Taróczy / Željko Franulović         | Heinz Günthardt / Markus Günthardt |
| 22 de setembre | San Francisco                | Moqueta      | Gene Mayer                                 | Eliot Teltscher                    |
| 22 de setembre | San Francisco                | Moqueta      | John McEnroe / Peter Fleming               | Gene Mayer / Sandy Mayer           |
| 29 de setembre | Madrid                       | Moqueta      | José Luis Clerc                            | Guillermo Vilas                    |
| 29 de setembre | Madrid                       | Moqueta      | Andrés Gómez / Hans Gildemeister           | Jan Kodeš / Balázs Taróczy         |
| 29 de setembre | Maui                         | Dura         | Eliot Teltscher                            | Tim Wilkison                       |
| 29 de setembre | Maui                         | Dura         | John McEnroe / Peter Fleming               | Victor Amaya / Hank Pfister        |
| 6 d'octubre    | Barcelona                    | Terra batuda | Ivan Lendl                                 | Guillermo Vilas                    |
| 6 d'octubre    | Barcelona                    | Terra batuda | Ivan Lendl / Steve Denton                  | Pavel Složil / Balázs Taróczy      |
| 6 d'octubre    | Brisbane                     | Gespa        | John McEnroe                               | Phil Dent                          |
| 6 d'octubre    | Brisbane                     | Gespa        | John McEnroe / Matt Mitchell               | Phil Dent / Rod Frawley            |
| 6 d'octubre    | Tel-Aviv                     | Dura         | Harold Solomon                             | Shlomo Glickstein                  |
| 6 d'octubre    | Tel-Aviv                     | Dura         | Steve Krulevitz / Per Hjertquist           | Eric Fromm / Cary Leeds            |
| 13 d'octubre   | Basilea                      | Moqueta      | Ivan Lendl                                 | Björn Borg                         |
| 13 d'octubre   | Basilea                      | Moqueta      | Steve Denton / Kevin Curren                | Bob Hewitt / Frew McMillan         |
| 13 d'octubre   | Taipei                       | Moqueta      | Jimmy Connors                              | Eliot Teltscher                    |
| 13 d'octubre   | Taipei                       | Moqueta      | Jaime Fillol / Ross Case                   | Andy Kohlberg / Larry Stefanki     |
| 13 d'octubre   | Sydney                       | Dura         | John McEnroe                               | Vitas Gerulaitis                   |
| 13 d'octubre   | Sydney                       | Dura         | John McEnroe / Peter Fleming               | Tim Gullikson / Johan Kriek        |
| 20 d'octubre   | Melbourne                    | Moqueta      | Vitas Gerulaitis                           | Peter McNamara                     |
| 20 d'octubre   | Melbourne                    | Moqueta      | Ferdi Taygan / Fritz Buehning              | John Sadri / Tim Wilkison          |
| 20 d'octubre   | Tòquio                       | Moqueta      | Ivan Lendl                                 | Eliot Teltscher                    |
| 20 d'octubre   | Tòquio                       | Moqueta      | Jaime Fillol / Ross Case                   | Terry Moor / Eliot Teltscher       |
| 20 d'octubre   | Viena                        | Dura         | Brian Gottfried                            | Trey Waltke                        |
| 20 d'octubre   | Viena                        | Dura         | Stan Smith / Robert Lutz                   | Heinz Günthardt / Pavel Složil     |
| 27 d'octubre   | Colònia                      | Dura         | Robert Lutz                                | Nick Saviano                       |
| 27 d'octubre   | Colònia                      | Dura         | Andrew Pattison / Bernard Mitton           | Jan Kodeš / Tomáš Šmíd             |
| 27 d'octubre   | París                        | Moqueta      | Brian Gottfried                            | Adriano Panatta                    |
| 27 d'octubre   | París                        | Moqueta      | Adriano Panatta / Paolo Bertolucci         | Brian Gottfried / Raymond Moore    |
| 27 d'octubre   | Tòquio                       | Moqueta      | Jimmy Connors                              | Tim Gullikson                      |
| 27 d'octubre   | Tòquio                       | Moqueta      | Hank Pfister / Victor Amaya                | Marty Riessen / Sherwood Stewart   |
| 3 de novembre  | Hong Kong                    | Dura         | Ivan Lendl                                 | Brian Teacher                      |
| 3 de novembre  | Hong Kong                    | Dura         | Ferdi Taygan / Peter Fleming               | Bruce Manson / Brian Teacher       |
| 3 de novembre  | Quito                        | Terra batuda | José Luis Clerc                            | Víctor Pecci                       |
| 3 de novembre  | Quito                        | Terra batuda | Andrés Gómez / Hans Gildemeister           | José Luis Clerc / Belus Prajoux    |
| 3 de novembre  | Estocolm                     | Moqueta      | Björn Borg                                 | John McEnroe                       |
| 3 de novembre  | Estocolm                     | Moqueta      | Paul McNamee / Heinz Günthardt             | Stan Smith / Robert Lutz           |
| 10 de novembre | Bogotà                       | Terra batuda | Dominique Bedel                            | Carlos Kirmayr                     |
| 10 de novembre | Bogotà                       | Terra batuda | Carlos Kirmayr / Álvaro Fillol             | Andrés Gómez / Ricardo Ycaza       |
| 10 de novembre | Taipei                       | Moqueta      | Ivan Lendl                                 | Brian Teacher                      |
| 10 de novembre | Taipei                       | Moqueta      | Brian Teacher / Bruce Manson               | John Austin / Ferdi Taygan         |
| 10 de novembre | Wembley                      | Moqueta      | John McEnroe                               | Gene Mayer                         |
| 10 de novembre | Wembley                      | Moqueta      | John McEnroe / Peter Fleming               | Bill Scanlon / Eliot Teltscher     |
| 17 de novembre | Bangkok                      | Moqueta      | Vijay Amritraj                             | Brian Teacher                      |
| 17 de novembre | Bangkok                      | Moqueta      | Ferdi Taygan / Brian Teacher               | Tom Okker / Dick Stockton          |
| 17 de novembre | Bolonya                      | Moqueta      | Tomáš Šmíd                                 | Paolo Bertolucci                   |
| 17 de novembre | Bolonya                      | Moqueta      | Butch Walts / Balázs Taróczy               | Steve Denton / Paul McNamee        |
| 17 de novembre | Buenos Aires                 | Terra batuda | José Luis Clerc                            | Rolf Gehring                       |
| 17 de novembre | Buenos Aires                 | Terra batuda | Andrés Gómez / Hans Gildemeister           | Ángel Giménez / Jairo Velasco      |
| 24 de novembre | Santiago                     | Terra batuda | Víctor Pecci                               | Christophe Freyss                  |
| 24 de novembre | Santiago                     | Terra batuda | Ricardo Ycaza / Belus Prajoux              | Carlos Kirmayr / João Soares       |
| 24 de novembre | Johannesburg                 | Dura         | Kim Warwick                                | Fritz Buehning                     |
| 24 de novembre | Johannesburg                 | Dura         | Stan Smith / Robert Lutz                   | Heinz Günthardt / Paul McNamee     |
| 8 de desembre  | WCT Challenge Cup, Mont-real | Moqueta      | John McEnroe                               | Vijay Amritraj                     |
| 8 de desembre  | Sofia                        | Moqueta      | Per Hjertquist                             | Vadim Borisov                      |
| 8 de desembre  | Sofia                        | Moqueta      | Robert Reininger / Hartmut Kirchhubel      | Vadim Borisov / Thomas Emmrich     |
| 15 de desembre | Sydney                       | Gespa        | Fritz Buehning                             | Brian Teacher                      |
| 15 de desembre | Sydney                       | Gespa        | Peter McNamara / Paul McNamee              | Vitas Gerulaitis / Brian Gottfried |
| 22 de desembre | Open d'Austràlia             | Gespa        | Brian Teacher                              | Kim Warwick                        |
| 22 de desembre | Open d'Austràlia             | Gespa        | Mark Edmondson / Kim Warwick               | Peter McNamara / Paul McNamee      |
| 5 de gener     | Masters Doubles WCT, Londres | Moqueta      | Mark Edmondson / Kim Warwick               | Victor Amaya / Hank Pfister        |
| 14 de gener    | Volvo Masters, Nova York     | Moqueta      | Björn Borg                                 | Ivan Lendl                         |
| 14 de gener    | Volvo Masters, Nova York     | Moqueta      | John McEnroe / Peter Fleming               | Peter McNamara / Paul McNamee      |

## Estadístiques
La següent taula mostra el nombre de títols aconseguits de forma individual (I), dobles (D) i dobles mixtes (X) aconseguits per cada tennista i també per països durant la temporada 1980. Els torneigs estan classificats segons la seva categoria dins el calendari Grand Prix 1980: Grand Slams, Grand Prix Masters i Grand Prix. L'ordre del jugadors s'ha establert a partir del nombre total de títols i llavors segons la categoria dels títols.

### Títols per tennista
| Total | Tennista                  | Grand Slam | Grand Slam | Grand Slam | Grand Prix Masters | Grand Prix Masters | Grand Prix | Grand Prix | Resum | Resum | Resum |
| Total | Tennista                  | I          | D          | X          | I                  | D                  | I          | D          | I     | D     | X     |
| ----- | ------------------------- | ---------- | ---------- | ---------- | ------------------ | ------------------ | ---------- | ---------- | ----- | ----- | ----- |
| 20    | John McEnroe              | 1          |            |            |                    | 1                  | 8          | 10         | 9     | 11    | 0     |
| 9     | Björn Borg                | 2          |            |            | 1                  |                    | 6          |            | 9     | 0     | 0     |
| 9     | Brian Gottfried           |            | 1          |            |                    |                    | 4          | 4          | 4     | 5     | 0     |
| 9     | Robert Lutz               |            | 1          |            |                    |                    | 3          | 5          | 3     | 6     | 0     |
| 9     | Peter Fleming             |            |            |            |                    | 1                  |            | 8          | 0     | 9     | 0     |
| 9     | Gene Mayer                |            |            |            |                    |                    | 5          | 4          | 5     | 4     | 0     |
| 8     | Ivan Lendl                |            |            |            |                    |                    | 7          | 1          | 7     | 1     | 0     |
| 7     | Brian Teacher             | 1          |            |            |                    |                    |            | 6          | 1     | 6     | 0     |
| 7     | Paul McNamee              |            | 1          |            |                    |                    | 1          | 5          | 1     | 6     | 0     |
| 7     | Stan Smith                |            | 1          |            |                    |                    | 1          | 5          | 1     | 6     | 0     |
| 7     | Jimmy Connors             |            |            |            |                    |                    | 6          | 1          | 6     | 1     | 0     |
| 6     | Kim Warwick               |            | 1          |            |                    |                    | 1          | 4          | 1     | 5     | 0     |
| 6     | José Luis Clerc           |            |            |            |                    |                    | 6          |            | 6     | 0     | 0     |
| 6     | Wojciech Fibak            |            |            |            |                    |                    | 3          | 3          | 3     | 3     | 0     |
| 6     | Heinz Günthardt           |            |            |            |                    |                    | 3          | 3          | 3     | 3     | 0     |
| 6     | Balázs Taróczy            |            |            |            |                    |                    | 3          | 3          | 3     | 3     | 0     |
| 6     | Andrés Gómez              |            |            |            |                    |                    |            | 6          | 0     | 6     | 0     |
| 5     | Hans Gildemeister         |            |            |            |                    |                    |            | 5          | 0     | 5     | 0     |
| 4     | Victor Amaya              |            | 1          |            |                    |                    | 1          | 2          | 1     | 3     | 0     |
| 4     | Peter McNamara            |            | 1          |            |                    |                    | 1          | 2          | 1     | 3     | 0     |
| 4     | Mark Edmondson            |            | 1          |            |                    |                    |            | 3          | 0     | 4     | 0     |
| 4     | Vijay Amritraj            |            |            |            |                    |                    | 2          | 2          | 2     | 2     | 0     |
| 4     | Fritz Buehning            |            |            |            |                    |                    | 1          | 3          | 1     | 3     | 0     |
| 4     | Steve Denton              |            |            |            |                    |                    |            | 4          | 0     | 4     | 0     |
| 4     | Ferdi Taygan              |            |            |            |                    |                    |            | 4          | 0     | 4     | 0     |
| 4     | Butch Walts               |            |            |            |                    |                    |            | 4          | 0     | 4     | 0     |
| 3     | Vitas Gerulaitis          |            |            |            |                    |                    | 3          |            | 3     | 0     | 0     |
| 3     | Harold Solomon            |            |            |            |                    |                    | 3          |            | 3     | 0     | 0     |
| 3     | Guillermo Vilas           |            |            |            |                    |                    | 3          |            | 3     | 0     | 0     |
| 3     | Tomáš Šmíd                |            |            |            |                    |                    | 2          | 1          | 2     | 1     | 0     |
| 3     | Eliot Teltscher           |            |            |            |                    |                    | 2          | 1          | 2     | 1     | 0     |
| 3     | Adriano Panatta           |            |            |            |                    |                    | 1          | 2          | 1     | 2     | 0     |
| 3     | Raúl Ramírez              |            |            |            |                    |                    | 1          | 2          | 1     | 2     | 0     |
| 3     | Kevin Curren              |            |            |            |                    |                    |            | 3          | 0     | 3     | 0     |
| 3     | Jaime Fillol              |            |            |            |                    |                    |            | 3          | 0     | 3     | 0     |
| 3     | Bruce Manson              |            |            |            |                    |                    |            | 3          | 0     | 3     | 0     |
| 3     | Tom Okker                 |            |            |            |                    |                    |            | 3          | 0     | 3     | 0     |
| 3     | Ricardo Ycaza             |            |            |            |                    |                    |            | 3          | 0     | 3     | 0     |
| 2     | Marty Riessen             |            |            | 1          |                    |                    |            | 1          | 0     | 1     | 1     |
| 2     | Eddie Dibbs               |            |            |            |                    |                    | 2          |            | 2     | 0     | 0     |
| 2     | Ángel Giménez             |            |            |            |                    |                    | 2          |            | 2     | 0     | 0     |
| 2     | Peter Feigl               |            |            |            |                    |                    | 1          | 1          | 1     | 1     | 0     |
| 2     | Per Hjertquist            |            |            |            |                    |                    | 1          | 1          | 1     | 1     | 0     |
| 2     | John Sadri                |            |            |            |                    |                    | 1          | 1          | 1     | 1     | 0     |
| 2     | Paolo Bertolucci          |            |            |            |                    |                    |            | 2          | 0     | 2     | 0     |
| 2     | Ross Case                 |            |            |            |                    |                    |            | 2          | 0     | 2     | 0     |
| 2     | Colin Dowdeswell          |            |            |            |                    |                    |            | 2          | 0     | 2     | 0     |
| 2     | Álvaro Fillol             |            |            |            |                    |                    |            | 2          | 0     | 2     | 0     |
| 2     | Rod Frawley               |            |            |            |                    |                    |            | 2          | 0     | 2     | 0     |
| 2     | Bob Hewitt                |            |            |            |                    |                    |            | 2          | 0     | 2     | 0     |
| 2     | Paul Kronk                |            |            |            |                    |                    |            | 2          | 0     | 2     | 0     |
| 2     | Steve Krulevitz           |            |            |            |                    |                    |            | 2          | 0     | 2     | 0     |
| 2     | Geoff Masters             |            |            |            |                    |                    |            | 2          | 0     | 2     | 0     |
| 2     | Sandy Mayer               |            |            |            |                    |                    |            | 2          | 0     | 2     | 0     |
| 2     | Frew McMillan             |            |            |            |                    |                    |            | 2          | 0     | 2     | 0     |
| 2     | Bernard Mitton            |            |            |            |                    |                    |            | 2          | 0     | 2     | 0     |
| 2     | Gianni Ocleppo            |            |            |            |                    |                    |            | 2          | 0     | 2     | 0     |
| 2     | Andrew Pattison           |            |            |            |                    |                    |            | 2          | 0     | 2     | 0     |
| 2     | Ismail El Shafei          |            |            |            |                    |                    |            | 2          | 0     | 2     | 0     |
| 1     | John Austin               |            |            | 1          |                    |                    |            |            | 0     | 0     | 1     |
| 1     | Billy Martin              |            |            | 1          |                    |                    |            |            | 0     | 0     | 1     |
| 1     | Corrado Barazzutti        |            |            |            |                    |                    | 1          |            | 1     | 0     | 0     |
| 1     | Dominique Bedel           |            |            |            |                    |                    | 1          |            | 1     | 0     | 0     |
| 1     | Rolf Gehring              |            |            |            |                    |                    | 1          |            | 1     | 0     | 0     |
| 1     | Shlomo Glickstein         |            |            |            |                    |                    | 1          |            | 1     | 0     | 0     |
| 1     | Mario Martínez            |            |            |            |                    |                    | 1          |            | 1     | 0     | 0     |
| 1     | Víctor Pecci              |            |            |            |                    |                    | 1          |            | 1     | 0     | 0     |
| 1     | Howard Schoenfeld         |            |            |            |                    |                    | 1          |            | 1     | 0     | 0     |
| 1     | Roscoe Tanner             |            |            |            |                    |                    | 1          |            | 1     | 0     | 0     |
| 1     | Anand Amritraj            |            |            |            |                    |                    |            | 1          | 0     | 1     | 0     |
| 1     | Chris Delaney             |            |            |            |                    |                    |            | 1          | 0     | 1     | 0     |
| 1     | Colin Dibley              |            |            |            |                    |                    |            | 1          | 0     | 1     | 0     |
| 1     | Klaus Eberhard            |            |            |            |                    |                    |            | 1          | 0     | 1     | 0     |
| 1     | Eddie Edwards             |            |            |            |                    |                    |            | 1          | 0     | 1     | 0     |
| 1     | Lennert Edwards           |            |            |            |                    |                    |            | 1          | 0     | 1     | 0     |
| 1     | John Feaver               |            |            |            |                    |                    |            | 1          | 0     | 1     | 0     |
| 1     | Željko Franulović         |            |            |            |                    |                    |            | 1          | 0     | 1     | 0     |
| 1     | Tony Graham               |            |            |            |                    |                    |            | 1          | 0     | 1     | 0     |
| 1     | Tim Gullikson             |            |            |            |                    |                    |            | 1          | 0     | 1     | 0     |
| 1     | Markus Günthardt          |            |            |            |                    |                    |            | 1          | 0     | 1     | 0     |
| 1     | Chris Kachel              |            |            |            |                    |                    |            | 1          | 0     | 1     | 0     |
| 1     | Hartmut Kirchhubel        |            |            |            |                    |                    |            | 1          | 0     | 1     | 0     |
| 1     | Carlos Kirmayr            |            |            |            |                    |                    |            | 1          | 0     | 1     | 0     |
| 1     | Johan Kriek               |            |            |            |                    |                    |            | 1          | 0     | 1     | 0     |
| 1     | John James                |            |            |            |                    |                    |            | 1          | 0     | 1     | 0     |
| 1     | Ulrich Marten             |            |            |            |                    |                    |            | 1          | 0     | 1     | 0     |
| 1     | Bill Maze                 |            |            |            |                    |                    |            | 1          | 0     | 1     | 0     |
| 1     | Matt Mitchell             |            |            |            |                    |                    |            | 1          | 0     | 1     | 0     |
| 1     | Terry Moor                |            |            |            |                    |                    |            | 1          | 0     | 1     | 0     |
| 1     | Gilles Moretton           |            |            |            |                    |                    |            | 1          | 0     | 1     | 0     |
| 1     | Bruce Nichols             |            |            |            |                    |                    |            | 1          | 0     | 1     | 0     |
| 1     | Hank Pfister              |            |            |            |                    |                    |            | 1          | 0     | 1     | 0     |
| 1     | Belus Prajoux             |            |            |            |                    |                    |            | 1          | 0     | 1     | 0     |
| 1     | Robert Reininger          |            |            |            |                    |                    |            | 1          | 0     | 1     | 0     |
| 1     | Christophe Roger-Vasselin |            |            |            |                    |                    |            | 1          | 0     | 1     | 0     |
| 1     | Thierry Stevaux           |            |            |            |                    |                    |            | 1          | 0     | 1     | 0     |
| 1     | Dick Stockton             |            |            |            |                    |                    |            | 1          | 0     | 1     | 0     |
| 1     | Tim Wilkison              |            |            |            |                    |                    |            | 1          | 0     | 1     | 0     |

### Títols per país
| Total | País           | Grand Slam | Grand Slam | Grand Slam | Grand Prix Masters | Grand Prix Masters | Grand Prix | Grand Prix | Resum | Resum | Resum |
| Total | País           | I          | D          | X          | I                  | D                  | I          | D          | I     | D     | X     |
| ----- | -------------- | ---------- | ---------- | ---------- | ------------------ | ------------------ | ---------- | ---------- | ----- | ----- | ----- |
| 100   | Estats Units   | 2          | 2          | 3          |                    | 1                  | 43         | 48         | 45    | 52    | 3     |
| 22    | Austràlia      |            | 2          |            |                    |                    | 3          | 17         | 3     | 19    | 0     |
| 12    | Sud-àfrica     |            |            |            |                    |                    |            | 12         | 0     | 12    | 0     |
| 11    | Suècia         | 2          |            |            | 1                  |                    | 7          | 1          | 10    | 1     | 0     |
| 11    | Txecoslovàquia |            |            |            |                    |                    | 9          | 2          | 9     | 2     | 0     |
| 10    | Xile           |            |            |            |                    |                    |            | 10         | 0     | 10    | 0     |
| 9     | Argentina      |            |            |            |                    |                    | 9          |            | 9     | 0     | 0     |
| 8     | Suïssa         |            |            |            |                    |                    | 3          | 5          | 3     | 5     | 0     |
| 8     | Equador        |            |            |            |                    |                    |            | 8          | 0     | 8     | 0     |
| 6     | Hongria        |            |            |            |                    |                    | 3          | 3          | 3     | 3     | 0     |
| 6     | Polònia        |            |            |            |                    |                    | 3          | 3          | 3     | 3     | 0     |
| 6     | Itàlia         |            |            |            |                    |                    | 2          | 4          | 2     | 4     | 0     |
| 5     | Índia          |            |            |            |                    |                    | 2          | 3          | 2     | 3     | 0     |
| 3     | Alemanya       |            |            |            |                    |                    | 1          | 2          | 1     | 2     | 0     |
| 3     | Àustria        |            |            |            |                    |                    | 1          | 2          | 1     | 2     | 0     |
| 3     | França         |            |            |            |                    |                    | 1          | 2          | 1     | 2     | 0     |
| 3     | Països Baixos  |            |            |            |                    |                    |            | 3          | 0     | 3     | 0     |
| 2     | Espanya        |            |            |            |                    |                    | 2          |            | 2     | 0     | 0     |
| 2     | Mèxic          |            |            |            |                    |                    | 1          | 1          | 1     | 1     | 0     |
| 2     | Egipte         |            |            |            |                    |                    |            | 2          | 0     | 2     | 0     |
| 1     | Bolívia        |            |            |            |                    |                    | 1          |            | 1     | 0     | 0     |
| 1     | Israel         |            |            |            |                    |                    | 1          |            | 1     | 0     | 0     |
| 1     | Paraguai       |            |            |            |                    |                    | 1          |            | 1     | 0     | 0     |
| 1     | Bèlgica        |            |            |            |                    |                    |            | 1          | 0     | 1     | 0     |
| 1     | Brasil         |            |            |            |                    |                    |            | 1          | 0     | 1     | 0     |
| 1     | Iugoslàvia     |            |            |            |                    |                    |            | 1          | 0     | 1     | 0     |
| 1     | Regne Unit     |            |            |            |                    |                    |            | 1          | 0     | 1     | 0     |

## Rànquings

### Individual
| Rànquing individual ATP 1980 | Rànquing individual ATP 1980 | Rànquing individual ATP 1980 | Rànquing individual ATP 1980 | Rànquing individual ATP 1980 | Rànquing individual ATP 1980 |
| Pos.                         | Tennista                     | Punts                        | Torneigs                     | Ant.                         | Mov.                         |
| ---------------------------- | ---------------------------- | ---------------------------- | ---------------------------- | ---------------------------- | ---------------------------- |
| 1                            | Björn Borg                   |                              |                              |                              | =                            |
| 2                            | John McEnroe                 |                              |                              |                              | 1                            |
| 3                            | Jimmy Connors                |                              |                              |                              | 1                            |
| 4                            | Gene Mayer                   |                              |                              |                              | 8                            |
| 5                            | Guillermo Vilas              |                              |                              |                              | 1                            |
| 6                            | Ivan Lendl                   |                              |                              |                              | 14                           |
| 7                            | Harold Solomon               |                              |                              |                              | 1                            |
| 8                            | José Luis Clerc              |                              |                              |                              | 8                            |
| 9                            | Vitas Gerulaitis             |                              |                              |                              | 5                            |
| 10                           | Eliot Teltscher              |                              |                              |                              | 17                           |
| 11                           | Brian Gottfried              |                              |                              |                              | 17                           |
| 12                           | Brian Teacher                |                              |                              |                              | 49                           |
| 13                           | Eddie Dibbs                  |                              |                              |                              | 3                            |
| 14                           | Roscoe Tanner                |                              |                              |                              | 9                            |
| 15                           | Wojciech Fibak               |                              |                              |                              | =                            |
| 16                           | John Sadri                   |                              |                              |                              | 14                           |
| 17                           | Victor Amaya                 |                              |                              |                              | 6                            |
| 18                           | Johan Kriek                  |                              |                              |                              | 17                           |
| 19                           | Balázs Taróczy               |                              |                              |                              | 26                           |
| 20                           | Vijay Amritraj               |                              |                              |                              | 14                           |

## Distribució de punts
| Categoria  | G        | F        | SF       | QF      | R16    | R32    | R64   |
| Grand Slam | 350 (70) | 245 (49) | 140 (28) | 70 (14) | 35 (7) | 17 (3) | 9 (−) |
| +300,000$  | 300 (60) | 210 (42) | 120 (24) | 60 (12) | 30 (6) | 15 (−) | −     |
| +275,000$  | 275 (55) | 192 (38) | 110 (22) | 55 (11) | 27 (6) | 13 (−) | −     |
| +250,000$  | 250 (50) | 175 (35) | 100 (20) | 50 (10) | 25 (5) | 12 (−) | 6 (−) |
| +225,000$  | 225 (45) | 157 (31) | 90 (18)  | 45 (9)  | 22 (5) | 11 (−) | −     |
| +200,000$  | 200 (40) | 140 (28) | 80 (16)  | 40 (8)  | 20 (4) | 10 (−) | −     |
| +175,000$  | 175 (35) | 122 (24) | 70 (14)  | 35 (7)  | 17 (3) | 9 (−)  | −     |
| +150,000$  | 150 (30) | 104 (20) | 60 (12)  | 30 (6)  | 14 (3) | 7 (−)  | −     |
| +125,000$  | 125 (25) | 87 (17)  | 50 (10)  | 25 (5)  | 12 (2) | 6 (−)  | −     |
| +100,000$  | 100 (20) | 70 (14)  | 40 (8)   | 20 (4)  | 10 (2) | 5 (−)  | −     |
| +75,000$   | 75 (15)  | 52 (10)  | 30 (6)   | 15 (3)  | 7 (−)  | −      | −     |
| +50,000$   | 50 (10)  | 35 (7)   | 20 (4)   | 10 (2)  | 5 (−)  | −      | −     |

En parèntesis els punts del quadre de dobles.